# وهابية (عنافجة)
وهابية (بالفارسية: وهآبیه) هي قرية وتقع في إيران في قسم عنافجة الريفي. يقدر عدد سكانها بـ 138 نسمة بحسب إحصاء 2016.